# Elsaß-Lothringische S 12
Die Fahrzeuge der Gattung S 12 der Reichseisenbahnen in Elsaß-Lothringen waren Schnellzuglokomotiven mit der Achsfolge 2'C1' (Pacific). Sie liefen anfangs unter der Bezeichnung S 6 und gehörten zu den ersten Pacific-Lokomotiven in Europa.
Sie hatten bedingt durch den Kesseldruck von 15 bar und um die Länge für eine 20-m-Drehscheibe beschränken zu können, eine schmale, lange, zwischen den Treibrädern liegende Feuerbüchse. Das Vierzylinder-Verbundtriebwerk entsprach der Bauart de Glehn; die außenliegenden Hochdruckzylinder lagen dicht vor den Treibrädern und arbeiteten auf die mittlere Kuppelachse, die innenliegenden Niederdruckzylinder auf die gekröpfte erste Kuppelachse.
Allerdings fiel der Kessel für diese Lok zu klein aus; außerdem war der Überhitzer recht klein dimensioniert. Da die Fahrzeuge der Gattung S 10 aus Preußen sowie die süddeutschen Pacifics Bayerische S 3/6 und Badische IV f leistungsfähiger waren, stellte man nur acht Exemplare her.
Die Lokomotive mit der Nummer 1305 ging 1918 im Ersten Weltkrieg verloren, die anderen blieben in Frankreich, wo sie 1938 als 1-231 A 301 bis 308 (ohne 305) zur SNCF gelangten. Die letzte Lokomotive, die 1-231 A 301, wurde 1951 ausgemustert.
Die Lokomotiven erhielten Schlepptender der Bauart 2'2' T 21,5.